# CumEx Files
CumEx Files est le nom de l'enquête menée par plusieurs médias internationaux (dont le quotidien français Le Monde) publiée le 18 octobre 2018 sur une fraude fiscale, via un mécanisme d'arbitrage de dividendes entre banques et investisseurs financiers « opérant en bande organisée sur les marchés ». 

Les pays concernés par la fraude.

Un total de 55 milliards d'euros en quinze ans a été subtilisé aux fiscs  nationaux de plusieurs États européens dont la France. En 2021, le vol a été réévalué à 140 milliards d'euros en 20 ans. 
Un mécanisme d'optimisation fiscale poussée aux limites, nommée « Cumcum », pose la question d'un abus de droit qui le transforme en fraude fiscale. Ce mécanisme a été amplifié par une évolution à grande échelle, nommée « CumEx » menant à des remboursements fiscaux multiples et indus dans plusieurs pays qui sont des fraudes fiscales.

## Origine de l'affaire
En 2012, une affaire de fraude fiscale, nommée « CumEx », est révélée en Allemagne, après la découverte par le service des impôts allemand de nombreuses demandes indues de remboursement d'impôts. Le ministère fédéral des Finances estime le montant de la perte fiscale à 5,3 milliards d'euros,.
Le 18 octobre 2018, une enquête réalisée par 19 médias européens, dont le quotidien français Le Monde, l'hebdomadaire allemand Die Zeit, le journal italien La Repubblica, l'agence de presse internationale Reuters et le quotidien danois Politiken, établit l'ampleur de la fraude. En effet, elle dévoile l'existence d'une escroquerie à l'impôt qui a permis le détournement d'une somme estimé à 55 milliards d'euros pour toute l'Europe,.

## Les mécanismes en jeux
La fraude des CumEx Files repose sur deux pratiques fisco-financières : le CumCum et le CumEx.
- Le Cumcum, anglicisme pour arbitrage de dividendes. C'est une opération d'optimisation fiscale qui joue sur la différence de fiscalité entre investisseurs nationaux et étrangers. Elle consiste pour un investisseur étranger à vendre ses actions, de manière temporaire, à une banque du pays qui touche les dividendes avant imposition. La banque bénéficie ensuite du remboursement par le fisc de l'impôt sur les dividendes[7] et rétrocédé à l'investisseur, moyennant une commission, les actions et les dividendes associés et touchés par la banque. Le CumCum est une pratique à la frontière de la légalité[8],[9]. Selon le Parquet national financier français, ce mécanisme permet à l'entreprise propriétaire des titres  d' « éluder le paiement de la retenue à la source appliquée sur le paiement du dividende »[10].

- Le CumEx consiste, lui, à déclarer des dividendes sur des sociétés dont les actions sont échangées à haute fréquence entre plusieurs établissements bancaires mondiaux qui vont tous se déclarer propriétaires dans leur pays et bénéficiaires des dividendes associés. Les fraudeurs parviennent à se faire rembourser plusieurs fois  la taxe afférente aux dividendes des actions[8],[11].

## Les pertes fiscales estimées
Sur un total estimé de 55 milliards d'euros, le préjudice est estimé de l'ordre de 31,8 milliards d'euros pour l'Allemagne, de 17 milliards d'euros pour la France, de 4,5 milliards pour l'Italie, de 1,7 milliard pour le Danemark et de 201 millions d'euros pour la Belgique.
D'après une nouvelle évaluation réalisée en 2021, prenant en compte une plus large période (2000-2020) et une zone géographique plus importante, les journalistes arrivent à une estimation de 140 milliards d'euros.

## Créateur et organismes financiers impliqués
Créé par Hanno Berger, un avocat fiscaliste allemand établi en Suisse et assujetti à une demande d'extradition en 2021, le montage financier et fiscal qu'il a mis au point a été exploité par une cinquantaine d'établissements du secteur de la finance, dont les groupes bancaires européens Santander, Macquarie Bank, Deutsche Bank, mais aussi HypoVereinsbank, HSH Nordbank, J. Safra Sarasin, Commerzbank ou encore BNP Paribas, Société générale, Natixis et Crédit agricole , dans onze États européens : l'Allemagne, l'Autriche, la Belgique, le Danemark, l'Espagne, la Finlande, la France, l'Italie, la Norvège, les Pays-Bas et la Suisse,.

## Suites judiciaires

### Poursuites contre le lanceur d'alerte en Allemagne
En Allemagne, le rédacteur en chef de Correctiv, Oliver Schröm, est poursuivi en justice pour avoir enfreint le secret des affaires en révélant cette affaire de fraude fiscale. Le journal réagit en dénonçant « une attaque à la liberté de la presse »,.

### Poursuites diverses en Allemagne
La première ligne de défense des fraudeurs est généralement qu’ils ont simplement profité d'une faille du système juridique, mais pour le gouvernement allemand, il n'y a aucune base légale pour justifier cette idée ; le 28 juillet 2021, la Cour suprême fédérale allemande a confirmé par un jugement que le remboursement d'un impôt sur les plus-values qui n'a jamais été payé est une évasion fiscale pénalement condamnable. Les transactions cum-ex sont donc une infraction pénale. Et d'autres formes (dites « accords cum-cum ») de dépouillement des dividendes à la charge du contribuable allemand sont connues.
En mars 2020, les premières condamnations ont été prononcées en Allemagne. Deux anciens banquiers de HypoVereinsbank (filiale d'Unicredit), Martin Shields et Nicholas Diable, ont été condamnés à des amendes et des peines de prison.
L'avocat Hanno Berger a été condamné en première instance le 13 décembre 2022 à huit ans de prison par la cour de Bonn. Il devra par ailleurs rembourser la somme de 13,7 millions d'euros gagnés dans cette affaire.

### Poursuites en France
Fin octobre 2018, le député socialiste Boris Vallaud dépose une plainte contre X pour escroquerie et blanchiment de fraude fiscale aggravées auprès du Parquet National Financier (PNF),. Une mission d’information parlementaire sur l’évasion fiscale de l’Assemblée nationale a par ailleurs publié un rapport sur le bilan de la lutte contre les montages transfrontaliers.
En octobre 2021, selon les révélations d'un consortium de médias internationaux connues sous le nom de « CumEx Files», BNP Paribas, Société générale, Natixis et le Crédit agricole sont dans le viseur du fisc pour une fraude sur l'imposition des dividendes de propriétaires d'actions étrangers.
Le 28 mars 2023, la Société générale, BNP Paribas, Exane, Natixis et HSBC ont fait l'objet de perquisitions dans le cadre des investigations du PNF. Selon l'enquête de 16 medias internationaux, depuis 20 ans, 33 milliards d'impôts n'auraient pas été recouverts par le fisc français (140 milliards en Europe) par la pratique d'évitement fiscal qualifiée d'abus de droit,.
En avril 2023, le Crédit agricole accepte de se soumettre à un redressement fiscal
d'environ 35 millions d’euros dans ce dossier d’évasion fiscale, ce qui ne lui garantit pas l’absence de poursuites pénales.
En mai 2023, les redressements fiscaux notifiés s'élève à 2,5 milliards d'euros incluant les pénalités, concerne les cinq banques visées par les perquisitions du PNF (Société générale, BNP Paribas et sa filiale Exane, Natixis et HSBC).
.

### Poursuites au Danemark
Le trader et homme d'affaires Sanjay Shah a fait l'objet de poursuites aux niveaux civil et pénal, le fisc danois a gelé l'équivalent de 470 millions d'euros sur les sept cents millions d'euros appartenant au trader et une demeure valant quinze millions de livres sterling. Sanjay Shah s'est depuis réfugié à Dubaï (où il a finalement été arrêté en 2022) afin d'échapper à une possible sanction pénale et nie que ses activités liées au Cum-ex aient été illégales.

### Vidéographie
- [vidéo] « CumEx Files : comment arnaquer le fisc avec la Bourse », 18 octobre 2018, Le Monde
- Britt Beyer,  Susanne Binninger, « Sur la piste de l'argent ; Documentaire (Allemagne, 2021, 1 h 30 min) » [vidéo], ARTE, 12 novembre 2021 (consulté le 16 novembre 2021)